# Körtvélyespuszta (Tatabánya)
Körtvélyespuszta Tatabánya – (korábban Bánhida) – külterületi városrésze, amely mintegy 420 méteres tengerszint feletti magasságban terül el a Vértesben. Tatabánya központjától 9 kilométerre délkeletre található.

## Nevezetességek
Legnagyobb nevezetessége az a kápolna, amelyet az egyik új lakó odaköltözése után újíttatott fel, ugyanis azt korábban vandálok megrongálták. Azóta a lakók gondozzák.
Megemlítést érdemel az az erdei temető, amely a Körtvélyespusztára vezető út mellett található. 
Körtvélyespuszta és Csákányospuszta között terül el a Csákány-patak azon vadregényes, vízmosásokkal, méteres görgetegekkel, házméretű sziklákkal borított része, melyet Mária-szakadéknak neveznek. Számos turistacsoport látogatja e csodás természeti látnivalót, amit egyébként az Országos Kéktúra is útba ejt.

## Lakosság
A századforduló környékén még mintegy nyolcvan állandó lakosa volt a hegyvidéki szórványnak, a 2001-es népszámlálás azonban már csak 3 lakost mutatott ki. Elsősorban magyar nemzetiségű lakói voltak a településrésznek.

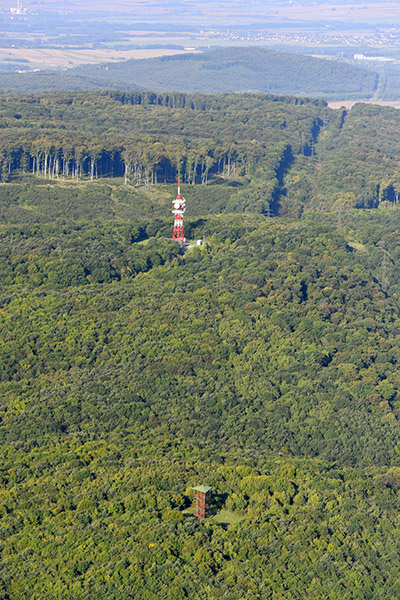
Körtvélyespusztai kilátó látképe a magasból